# تربة غودة (ليجاركي حسن رود)
تربة غودة (بالفارسية: تربه گوده) هي قرية تقع في إيران في البلدة المركزية. يقدر عدد سكانها بـ 282 نسمة بحسب إحصاء 2016.